# 테르펜
테르펜(영어: terpene)은 다양한 식물, 특히 침엽수에 의해 생산되거나 호랑나비 같은 일부 곤충에 의해 흡수되어 재사용되는 크고 다양한 종류의 유기 화합물이자 피토케미컬이다. 이들은 종종 강한 냄새가 나고 초식 동물을 저지하거나 초식 동물의 포식자와 기생충을 끌어 들임으로써 식물을 보호할 수 있다. 때때로 테르펜과 상호 교환적으로 사용되는 테르페노이드 또는 아이소프레노이드로 불리는 이것은 부가적인 작용기, 일반적으로 산소를 함유하는 변형된 테르펜이다. 테르펜은 탄화수소이다. 테르펜은 공기 중 오존과 섞이면 독성물질이 되며 그 오염도는 차가 많은 도로의 오염도와 비슷하다.
터핀(terpene)은 2개 이상의 아이소프렌(isoprene, 2-methyl-1,3-butadiene)이 결합되어 이루어진 지질을 일컫는 말이다.
아이소프렌 2개가 결합되면 탄소 10개의 모노터핀(monoterpene)이 되고, 3개인 경우 세스퀴터핀(sesquiterpene), 4개인 경우에는 다이터핀 (diterpene, C20)을 만들게 된다.
모노터핀으로는 리모넨(limonene), 멘톨(menthol) 등이 있고, 다이터핀에는 파이톨(phytol)이 있으며, 탄소 30개의 트리터핀에는 스쿠알렌(squalene), 라노스테롤(lanosterol)이 있다.

## 기본구조
테르펜은 화학식이 (C5H8)n인 화합물로 구성된 천연물의 부류이다. 30,000개 이상의 화합물로 구성된 이러한 불포화 탄화수소는 주로 식물, 특히 침엽수에서 생산된다고 알려져 있다. 테르펜은 탄소수에 따라 모노테르펜(monoterpene, C10), 세스퀴테르펜(sesquiterpene, C15), 디테르펜(diterpene, C20) 등으로 추가 분류될 수 있다. 잘 알려진 모노테르펜은 테레빈유의 주요 성분인 알파-피넨이다.

## 같이 보기
- 트라이테르페노이드
- 락투카리움
- 피톤치드
- 나뭇진

## 참고 문헌
- (트라이테르페노이드 - 사이언스온 보고서)https://scienceon.kisti.re.kr/srch/selectPORSrchReport.do?cn=KAR2005016647